# OSSA Yankee 500
L'OSSA Yankee 500, sovint anomenada simplement OSSA Yankee, fou un model de motocicleta de turisme fabricat per OSSA entre 1976 i 1979. Equipada amb un motor de dos temps bicilíndric de 488 cc refrigerat per aire, bastidor de doble bressol, llandes d'aliatge, frens de disc i amortidors de forquilla convencional davant i telescòpics darrere, fou en el seu moment el model més emblemàtic de la indústria motociclista catalana i la moto de turisme esportiva més ràpida del mercat estatal. El fet de ser la primera bicilíndrica disponible en uns moments en què els fabricants catalans produïen només motors monocilíndrics convertí el seu llançament en tot un esdeveniment.
La Yankee destacava pel seu disseny atractiu (amb el dipòsit i tapes de filtre de colors cridaners), el soroll característic del seu motor bicilíndric i el seu tarannà eminentment esportiu. D'altra banda, presentava certs punts febles que varen ser força criticats, com ara un xassís que no estava a l'altura del seu potent motor, recurrents problemes mecànics (les bieles tendien a trencar-se) i, sobretot, un consum excessiu. Finalment, la combinació d'aquests problemes i la crisi financera de l'empresa de finals de 1977 varen fer que OSSA deixés de fabricar-la a començaments de 1979.

## Història

### Antecedents: Yankee Motorcycles
A mitjan dècada de 1960, John Taylor (importador de Bultaco i OSSA als EUA) va decidir endegar la construcció d'una motocicleta tot terreny que pogués superar les motos d'enduro europees en potència, fiabilitat, qualitat i velocitat. Amb aquesta idea fundà a Schenectady, a l'estat de Nova York, l'empresa Yankee Motorcycles (registrada com a Yankee Motor Co) i contactà amb l'expert pilot de dirt track Dick Mann i amb l'importador d'OSSA a la Costa Oest Frank Conner.
El 1966, Taylor, Conner i Mann iniciaren contactes amb Bultaco, Montesa i OSSA per a proposar-los la fabricació d'un motor biciclíndric per a la seva futura moto, proposta que els dos primers fabricants declinaren però que OSSA acceptà el 1967. En l'acord signat s'especificava que els bastidors els fabricaria Yankee Motor Company i OSSA s'encarregaria de l'elaboració dels motors i dels elements que calguessin per a l'acabat dels models, com a proveïdor d'indústria auxiliar. Els americans pensaven muntar el motor resultant en motocicletes preparades per a competicions de dirt track i curses pel desert.

### La Yankee Z 500 (1968-1973)
Un cop iniciat el projecte, l'enginyer i fill de l'amo d'OSSA Eduard Giró començà a treballar en un motor de dos cilindres de 175 cc cadascun (substituït més tard per dos de 230 cc), i a començaments de 1968 en tingué dues unitats enllestides que muntà en sengles bastidors Yankee que els americans feren arribar a la fàbrica de la Zona Franca de Barcelona. Dick Mann, responsable del disseny dels bastidors, anà a Barcelona a provar els prototipus i se n'endugué un als EUA, juntament amb diversos motors en fase de proves. L'estiu d'aquell mateix any, OSSA inscrigué l'altre prototipus Yankee a les 24 Hores de Montjuïc, on la pilotaren Carles Giró i Luis Yglesias amb resultat de retirada per caiguda.
Mentrestant, als EUA la premsa especialitzada es feia ressò de la futura Yankee MX 460 Scrambler, afirmant que aviat es posaria a la venda, però no fou fins al 1972 quan es comercialitzà finalment un únic model d'enduro, anomenat Yankee Z, amb el motor de vora 500 cc i la primícia a l'època d'un fre de disc posterior. La Yankee lliurava 40 CV però tenia diverses mancances: pes i consum excessius i un xassís i suspensions que no eren capaços d'aguantar la potència del motor (s'ha dit que, malgrat muntar peces fabricades per la marca d'armes Smith & Wesson, la qualitat de fabricació era deficient).
Allò que va acabar provocant el fracàs comercial de la Yankee fou, però, el seu llarg període de desenvolupament: mentre la comercialització de la moto s'anava endarrerint contínuament, altres motocicletes més lleugeres i fiables es varen introduir al mercat nord-americà. Quan el 1971 sortiren de la línia de muntatge les primeres Yankee, les diferències de pes envers els nous models de la competència varen ser determinants i pocs pilots d'enduro consideraren l'opció de comprar-se'n una. Unint a tot això la coincidència amb la crisi del petroli del 1973, la Yankee tingué una curta vida comercial (només dos anys) i tan sols se'n fabricaren 760 unitats fins al 1973. Cal dir que, malgrat que alguna revista nord-americana publicà el mateix 1973 que Yankee volia llançar un model de 1.000 cc, aquest projecte no es va acabar materialitzant mai.

### Els intents de producció a Catalunya
El 1972, tot just acabada de llançar la Yankee Z als EUA, OSSA tornà a inscriure el seu prototipus a les 24 Hores de Montjuïc i aquest cop l'equip, format per Carles Giró i Josep Maria Palomo, acabà la cursa en setena posició. Simultàniament, OSSA inicià converses amb Yankee Motorcycles per tal de comprar-los els drets de propietat sobre el motor, punt sobre el qual inicialment no arribaren a cap acord. Fins al moment, la firma barcelonina no havia fet cap mena de publicitat del motor Yankee a l'estat espanyol per tal d'evitar la previsible pressió del mercat i els mitjans de comunicació, delerosos de motors de gran cilindrada en uns moments en què no n'hi havia cap de disponible. Però aviat els mitjans es feren ressò de la història del motor català als EUA i començà l'assetjament mediàtic.
Finalment, el 1973 OSSA presentava durant el Saló de l'Automòbil de Barcelona la Yankee Z (també anomenada Yankee 500 Enduro Six Days) i la Yankee 500 SS, essent aquesta darrera igual que la "Z", però disfressada de moto de carretera. La revista espanyola Motociclismo publicà que ambdós models es posarien a la venda aquell mateix any, promesa que no es materialitzà.

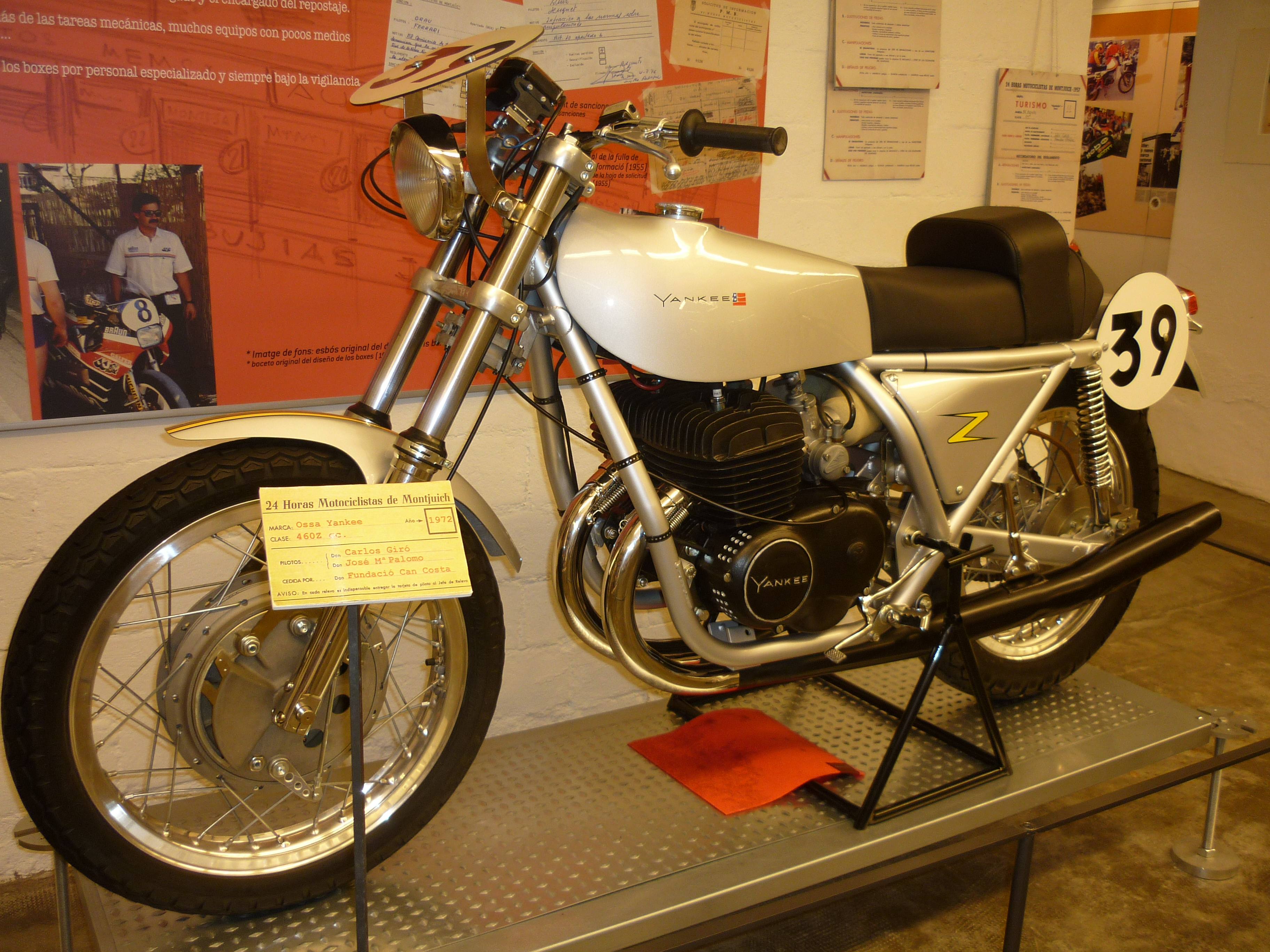
La Yankee Z que pilotaren Carles Giró i Josep Maria Palomo a les 24 Hores de Montjuïc de 1972

Durant el Saló de l'Automòbil de Barcelona de l'any següent, 1974, OSSA tornà a presentar la mateixa 500 SS -equipada amb fre de disc Suzuki i comandaments i òptiques Lucas-, però aquest cop amb la marca «OSSA» estampada als càrters de la moto (en comptes de «Yankee» com l'any anterior), fet que no va caure gens bé als propietaris de Yankee Motorcycles, oimés veient que el mot Yankee no apareixia per enlloc. Aquest malentès va acabar de complicar les converses per a l'adquisició dels drets del motor, que es varen allargar durant anys. Poc després, al Saló de París es presentà la Yankee de carretera de la mateixa manera que s'havia fet al de Barcelona el 1973. El 1975 es repetí la jugada, aquest cop en dues versions, Turisme i Sport, ja amb els colors definitius però encara amb les rodes de raigs.

### El llançament de 1976
Finalment, el 1976 OSSA i Yankee arribaren a una entesa i la Yankee es començà a produir a la fàbrica catalana, iniciant-se'n la comercialització a finals d'estiu. En l'acord assolit s'estipulà la condició que les tapes laterals dels càrters de la moto duguessin estampada la marca Yankee.
Dissortadament, la moto arribava tard: d'ençà de 1977 la indústria catalana inicià una escalada de crisi que acabà comportant el tancament de diversos fabricants, alhora que el client de motos de carretera ja no volia motors de dos temps, sinó que cada cop es decantava més per les poques opcions disponibles de quatre temps (gairebé totes, d'importació i cares); a més a més, l'alt consum de la Yankee, la seva poca fiabilitat, la mala relació qualitat-preu i la competència dels fabricants italians (els japonesos encara no havien entrat al mercat espanyol) acabaren de fer que aquelles OSSA Yankee 500 no tinguessin l'èxit esperat.

### Actualitat
El 2012 es va fer públic que Ossa Factory, l'empresa gironina successora de la mítica marca, estava treballant en el prototipus d'una moto de carretera inspirada en la històrica Yankee, però incorporant-hi millores en el disseny i en la tècnica. El prototipus incloïa un motor bicilíndric de quatre temps i 600 cc i l'empresa preveia tenir enllestida la nova Yankee per a posar-la a la venda durant el 2014, amb la idea de fabricar-la amb la col·laboració de Gas Gas. Segons el director general de l'empresa, Joan Gurt, el preu final del nou model podria ser similar al de la Triumph anglesa.
En aquells moments, Gurt indicà que la Yankee necessitava finançament (per a fabricar aquest model caldria una inversió d'entre 1,5 i 2 milions d'euros). Conscients de les dificultats, OSSA i Gas Gas estaven disposades a donar entrada a un nou accionista si no arribava el finançament bancari.

## Copa Yankee
Durant la seva curta existència, l'OSSA Yankee va servir per a iniciar en competició a diversos pilots novells, ja que la seva potència feia que molts afeccionats a la velocitat la pilotessin en curses per a principiants, especialment en pujades de muntanya.
La contribució més important d'aquesta moto a la formació de futurs valors fou la «Copa Yankee» (coneguda també com a «Copa Yankee 500»), una fórmula promocional de competició que organitzà OSSA el 1977 en col·laboració amb la federació espanyola de motociclisme (RFME, Real Federación Motociclista Española), reservada a pilots que hi correguessin amb una Yankee 500. La Copa es va celebrar només aquell any a causa de la crisi de l'empresa i els pilots més destacats varen ser Alfons Duran (guanyador final de la Copa), Jaume Alguersuari, Luis Miguel Reyes i Quique De Juan.
Duran, qui comptava amb el suport del distribuïdor oficial de la marca a Barcelona Pit Stop (propietat de Carles Giró), ja havia guanyat el 1976 la Copa OSSA, una competició d'idėntiques característiques reservada al model de 250 cc de la marca, l'OSSA 250 T. El 1977, la Copa OSSA es tornà a organitzar conjuntament amb la Copa Yankee.

### Classificació final
Tot seguit, es detalla el resultat final de l'única edició, la de 1977:
| Posició | Pilot             | Punts |
| ------- | ----------------- | ----- |
| 1       | Alfons Duran      | 94    |
| 2       | Quique De Juan    | 93    |
| 3       | Juan Cano         | 40    |
| 4       | Marcelino García  | 35    |
| 5       | Pedro M. Parajúa  | 27    |
| 6       | Carles Farreras   | 16    |
| 7       | Hans Möller       | 13    |
| 8       | Joaquín Reyes     | 12    |
| 9       | José Cantón       | 10    |
| 10      | Luis Miguel Reyes | 8     |

## Característiques
Tot i que el motor de la Yankee va ser dissenyat principalment per a les curses de velocitat europees, Eduard Giró volia que fos versàtil i apte tant per a carretera com per al fora d'asfalt. Tècnicament, consistia en la unió de dos cilindres en paral·lel, amb cigonyal i càrter comuns, i es va concebre per a funcionar amb els dos pistons sincronitzats -com si fos un gran monocilíndric-, tot i que permetia també, de forma relativament senzilla, que cada pistó tingués el seu cicle independent (tal com feien la majoria de motors bicilíndrics a l'època).
Per bé que inicialment es va començar a treballar amb els cilindres, pistons i cigonyals del motor OSSA de 230 cc, a l'hora de la veritat es va optar pel de 250 cc, amb la qual cosa el motor Yankee va esdevenir un motor de 500 cc complet.

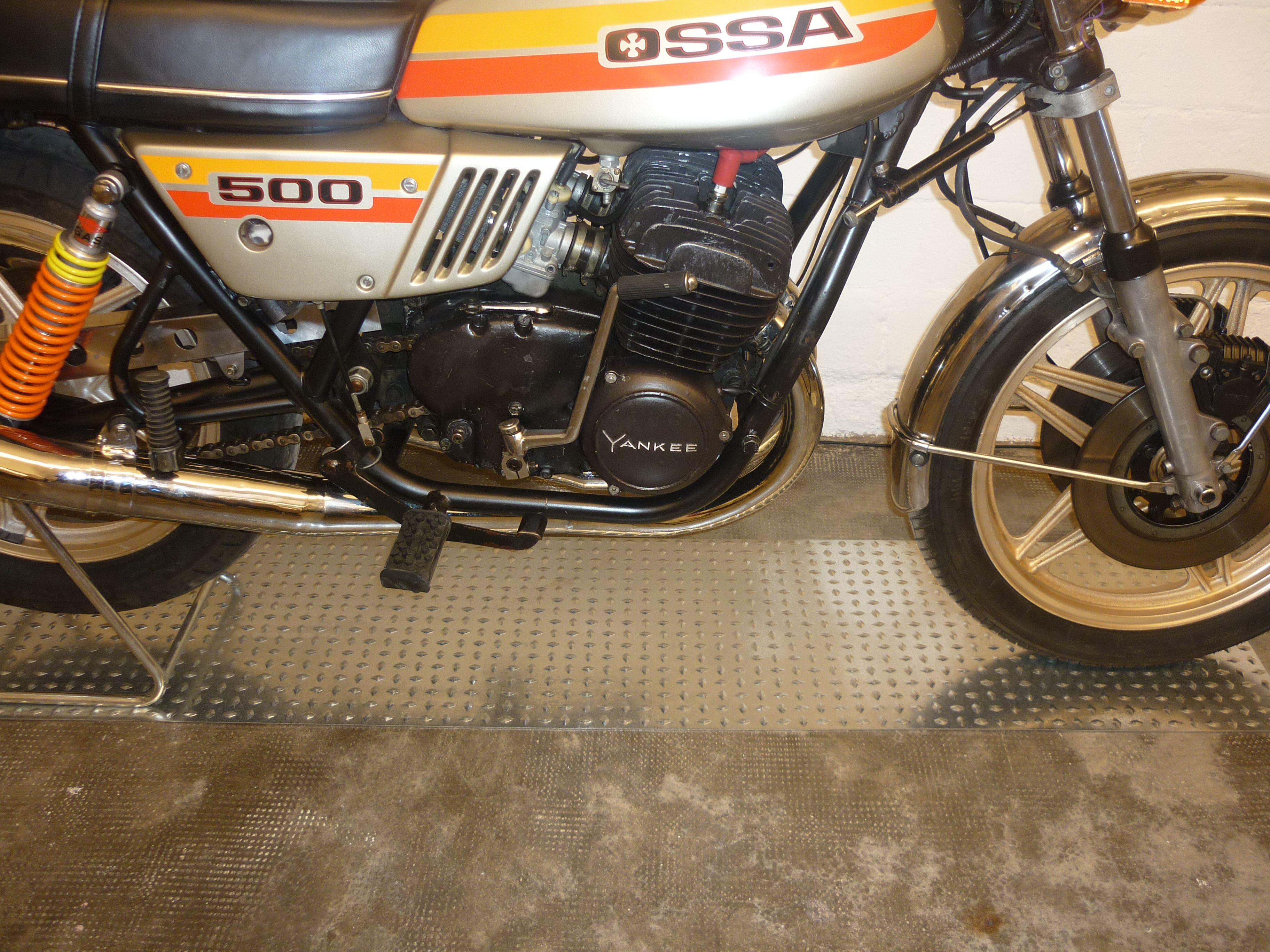
Vista del motor de l'OSSA Yankee 500

Pel que fa a la resta de components, la Yankee Z aportava algunes idees innovadores per a l'època: era la primera moto de producció amb fre de disc posterior i disposava de caixa de canvis de 6 velocitats amb l'opció de bloquejar la marxa curta, per tal de complir la normativa AMA per a competicions d'aleshores. El manillar era d'acer inoxidable i el xassís de tub de crom-molibdè resistent i lleuger, amb un basculant oval que era una primícia al seu moment. Les corones d'alumini forjat de la forquilla anterior les fabricava la fàbrica d'armes Smith & Wesson de Springfield (Massachusetts). Finalment, cal destacar el seu selló d'alliberament ràpid i un sistema de filtre d'aire de grans dimensions.
Un cop OSSA inicià la fabricació de la Yankee a Barcelona, va haver de redissenyar la moto gairebé del tot, des del bastidor fins a les llums i des del calat del motor fins a la carburació. Aquestes són algunes de les innovacions que incorporava la Yankee catalana:
- Bastidor en acer especial, amb el bloc motor ancorat per mitjà de fixacions amb suports especials de goma que eliminaven vibracions.
- Frens de disc davant i darrere. La forquilla anterior disposava d'un ancoratge especial per a un segon disc opcional.
- Lubrificació del motor per mitjà d'un nou sistema automàtic de bomba d'oli independent.
- Filtre d'aire de nou disseny que eliminava els sorolls d'aspiració en l'admissió.

### Llista de versions produïdes
Les diverses versions de la Yankee (tant de l'americana com de la catalana) varen ser aquestes:
| Any  | Model           | Tipus                 | Cilindres     | Cilindrada |
| ---- | --------------- | --------------------- | ------------- | ---------- |
| 1968 | Yankee 460 MX   | Prototipus (motocròs) | 2 x 230,91 cc | 461,82 cc  |
| 1972 | Yankee 500 Z    | Model comercial       | 2 x 243,7 cc  | 487,40 cc  |
| 1973 | Yankee 1000     | Prototipus            | 4 x 243,7 cc  | 990,80 cc  |
| 1973 | Yankee 500 SS   | Prototipus            | 2 x 243,7 cc  | 487,40 cc  |
| 1976 | OSSA Yankee 500 | Model comercial       | 2 x 243,7 cc  | 487,40 cc  |

### Fitxa tècnica
Fitxa tècnica
| • Dimensions                                                                    |
| ------------------------------------------------------------------------------- |
| - Longitud: 2.135 mm - Distància entre eixos: 1.407 mm - Amplada màxima: 721 mm |

| • Altres |
| --- |
| - Embragatge: 7 discs en sec - Fixació motor a bastidor: Sistema flotant patentat per OSSA - Encesa: Volant magnètic Motoplat - Bateria i càrrega: 12 volts, 14 Ah - Llandes: Integrals d'aliatge lleuger - Velocitat màxima: 185 km/h - Pes màxim en càrrega: 318 kg |

1. ↑  Opció de doble disc anterior.